# Програма «Салют»
«Салют» — перша в історії світової космонавтики програма створення космічної станції. Програма, що реалізовувалася Радянським Союзом, складалася з серії дев'яти одномодульних космічних станцій, випуск яких тривав протягом одинадцяти років з 1971 по 1982 рік.
Програма «Салют» була складовою радянської космічної програми.

## Призначення
Призначення програми полягало в проведенні довгострокових досліджень з проблеми життя в космосі і різних астрономічних, біологічних експериментів. Програма дозволила космічній техніці розвиватися з стадії розвитку інженерних пошуків до довгострокових досліджень та створення форпостів у космічному просторі. У кінцевому результаті, досвід, накопичений при створенні та експлуатації станцій «Салют» пішов на те, щоб прокласти шлях до багатомодульних космічних станцій, таких як Мир і Міжнародна космічна станція. Кожна з цих станцій має центральний модуль, похідний від програми станцій «Салют», як основний модуль.

## Специфіка програми
Під загальною назвою «Салют» на орбіту виводилися довготривалі орбітальні станції (ДОС) розробки ЦКБЕМ і орбітальні станції типу «Алмаз», розроблені ЦКБМ для завдань Міністерства оборони. «Салюти» виводилися на орбіту за допомогою ракети-носія «Протон».
| Цивільна назва | Службова назва | Час функціонування    | Примітки                                                                                       |
| -------------- | -------------- | --------------------- | ---------------------------------------------------------------------------------------------- |
| Салют-1        | ДОС-1          | 19.04.1971 11.10.1971 | ДОС першого покоління                                                                          |
|                | ДОС-2          | 29.07.1972            | Не вийшла на орбіту через аварію ракети-носія                                                  |
| Салют-2        | ОПС-1          | 04.04.1973 28.05.1973 | Розгерметизація 13 квітня 1973                                                                 |
| Космос-557     | ДОС-3          | 11.05.1973 22.05.1973 | ДОС другого покоління. Відмова в системі управління, який призвів до повного вироблення палива |
| Салют-3        | ОПС-2          | 25.06.1974 25.01.1975 | 213 діб, пілотований політ 15 діб                                                              |
| Салют-4        | ДОС-4          | 26.12.1974 03.02.1977 | 774 доби, ПП 88 діб                                                                            |
| Салют-5        | ОПС-3          | 22.06.1976 08.08.1977 |                                                                                                |
| Салют-6        | ДОС-5-1        | 29.09.1977 29.07.1982 | ДОС третього покоління                                                                         |
| Салют-7        | ДОС-5-2        | 19.04.1982 07.02.1991 |                                                                                                |
| Мир            | ДОС-6          | 19.02.1986 23.03.2001 | перша у світі багатомодульна станція                                                           |
| Мир-2          | ДОС-7          |                       | Стала частиною МКС                                                                             |